# Sokół morski
Sokół morski (ang. The Sea Hawk) – amerykański film płaszcza i szpady z 1940 roku w reżyserii Michaela Curtiza. Film był dziesiątą współpracą Errola Flynna i Curtiza.

## Fabuła
W 1585 roku król Hiszpanii Filip II deklaruje zamiar zniszczenia Anglii jako pierwszy krok do podboju świata. Wysyła don Álvareza jako swojego ambasadora, aby rozwiał podejrzenia królowej Elżbiety co do Wielkiej Armady, którą buduje w tajemnicy, by zaatakować Europę Północną. Na Kanale Angielskim galeon ambasadora Eulalia zostaje przechwycony przez okręt Albatros pod kapitanem Geoffreyem Thorpe’em, jednym z „Sokołów morskich” – angielskich kaperów napadających odwetowo na hiszpańskie statki handlowe. Galernicy będący zniewolonymi Anglikami są oswobodzeni, a don Álvarez i jego bratanica doña María, zostają zabrani na pokład i przetransportowani do Anglii. Thorpe natychmiast ulega urokowi Maríi i szarmancko zwraca jej zrabowaną biżuterię.
W Anglii co niektórzy ministrowie błagają królową o zbudowanie floty, wobec czego ona się waha, gdyż chce oszczędzić dochody poddanych. María zostaje przyjęta jako jedna z jej dam dworu, lecz jej stryj podczas audiencji skarży się na sposób, w jaki go potraktowano. Elżbieta publicznie gani Sokoły morskie, w tym Thorpe’a, za ich nieuzasadnione działania i narażanie pokojowych stosunków z Hiszpanią. Później, w swym prywatnym apartamencie Elżbieta akceptuje proponowany przez Thorpe’a plan lądowego przejęcia skarbów z hiszpańskich kolonii w Ameryce by sfinansować wzmocnienie obrony, choć obawia się reakcji Filipa II.
Tymczasem u Maríi niechęć do Thorpe’a łagodnieje i zaczyna się w nim zakochiwać. Wyznaje mu, że jej matka jest Angielką. Podejrzliwy lord Wolfingham, jeden z ministrów królowej i tajny kolaborant Filipa II, wysyła szpiega, aby spróbował odkryć, dokąd naprawdę zmierza „Albatros", oficjalnie płynący do Egiptu. Podczas wizyty u kartografa odpowiedzialnego za sporządzenie map na potrzeby kolejnej podróży „Albatrosa", don Álvarez i lord Wolfingham ustalają, że płynie on w kierunku Przesmyku Panamskiego i nakazują Lópezowi, kapitanowi „Eulalii", aby popłynął naprzód i przygotował zasadzkę. Dowiedziawszy o tym Maria jedzie do Devon, by ostrzec wypływającego Thorpe’a, jednak „Albatros" już wyruszył z portu.
Gdy „Albatros" dociera do celu, zostaje zauważony. Załoga Thorpe’a przejmuje karawanę, ale wpada w dobrze zastawioną pułapkę i zostaje zepchnięta na bagna. Thorpe i kilku innych ocalałych wraca na statek przejęty przez Lópeza. Zostają zabrani do Hiszpanii, gdzie Inkwizycja za zbrodnie przeciw królowi skazuje ich na dożywotnie galery. W Anglii don Álvarez informuje Elżbietę o losie Thorpe’a, powodując omdlenie bratanicy. Implikuje, że działania kapera to jawny czyn zbrojny przeciw jego królowi i w jego imieniu prosi o natychmiastowe rozwiązanie i aresztowanie Sokołów morskich pod groźbą otwartego konfliktu z Hiszpanią. Wzburzona królowa wypędza go ze swojego dworu, jednak by uniknąć wojny zezwala na areszt kaprów po wkroczeniu ich do kraju.
U brzegów Sewilli do galery z Thorpe’em przydzielony jest Anglik o nazwisku Abbott, którego schwytano, gdy próbował odkryć dowody na prawdziwy cel Wielkiej Armady. W Kadyksie galernikom udaje się przejąć kontrolę nad statkiem w nocy. Wsiadają na inny statek w porcie, na którym kapitan Ortiz ma przekazać tajny meldunek Filipa II do lorda Wolfinghama o tym, że Wielka Armada jest gotowa do wypłynięcia przeciw Anglii. Thorpe i jego ludzie zdobywają meldunek króla i udają się do ojczyzny. Don Álvarez wraca do Hiszpanii i życzy szczęścia bratanicy, która zdecydowała się zostać w Anglii i oczekiwać na powrót Thorpe’a.
Thorpe, ubrany w mundur hiszpańskiego dworzanina, wślizguje się do powozu, w którym znajduje się María jadąca do Londynu. Oboje w końcu wyznają sobie miłość, a Maria pomaga Thorpe’owi uniknąć aresztowania. Jednak jeden ze szpiegów lorda Wolfinghama zauważa Thorpe’a i powiadamia straże zamkowe, aby zatrzymały powóz. Thorpe w porę ucieka i wkracza do pałacu królewskiego, cały czas odpierając ataki strażników. W końcu dociera do lorda Wolfinghama i zabija go w walce na rapiery. Zaalarmowana Elżbieta otrzymuje plany Filipa II. Nagradza ona Thorpe’a tytułem rycerskim i ogłasza budowę wielkiej floty, by przeciwstawić zagrożeniu ze strony Hiszpanii i jej króla.

## Obsada
Opracowano na podstawie materiału źródłowego:
- Errol Flynn – Geoffrey Thorpe
- Brenda Marshall – doña María Álvarez de Córdoba
- Claude Rains – don José Álvarez de Córdoba
- Donald Crisp – sir John Burleson
- Flora Robson – królowa Anglii Elżbieta
- Alan Hale Sr. – Carl Pitt
- Henry Daniell – lord Wolfingham
- Una O’Connor – duenna Martha Latham
- James Stephenson – Abbott
- Gilbert Roland – kapitan López
- William Lundigan – Danny Logan
- Julien Mitchell – Oliver Scott
- Montagu Love – król Hiszpanii Filip II
- J.M. Kerrigan – Eli Matson
- David Bruce – Martin Burke
- Clifford Brooke – William Tuttle
- Clyde Cook – Walter Boggs
- Fritz Leiber Sr. – inkwizytor
- Ellis Irving – Monty Preston
- Francis McDonald – Samuel Kroner
- Pedro de Cordoba – kapitan Mendoza
- Ian Keith – Peralta
- Jack La Rue – porucznik Ortega
- Halliwell Hobbes – astronom
- Frank Lackteen – kapitan Ortiz
- Alec Craig – Jodocus Hondius
- Victor Varconi – generał Aguirre
- Robert Warwick – kapitan Frobisher
- Guy Bellis – kapitan Hawkins
- Harry Cording – zarządca niewolników
- Leo White
- Edgar Buchanan – Ben Rollins

## Produkcja
Plany na realizację Sokoła morskiego sięgają czasów sukcesu Errola Flynna w filmie płaszcza i szpady Kapitan Blood (1936) na podst. powieści Rafaela Sabatiniego o tym samym tytule i zdecydowano zrealizować kolejną ekranizację twórczości Sabatiniego. Pierwotnie planowany jako adaptacja powieści Sabatiniego Sokół morski z 1915 roku, film wykorzystał zupełnie inną historię inspirowaną wyczynami Sir Francisa Drake’a, w przeciwieństwie do niemej adaptacji filmowej z 1924 roku, która była dość wierna fabule Sabatiniego. Adaptację powieści napisali Richard Neville i Delmer Daves, zanim Seton I. Miller napisał zupełnie nową historię zatytułowaną Beggars of the Sea, opartą na postaci Drake’a. Nazwisko Sabatiniego nadal pojawiało się w materiałach promocyjnych, gdyż uznano, że ma ono wartość komercyjną. Howard Koch przerobił następnie scenariusz Millera, zachowując jednocześnie podstawową strukturę i fabułę.
Przemówienie królowej na zakończenie filmu miało na celu zainspirowanie brytyjskiej widowni, która znajdowała się już w trakcie II wojny światowej. Pojawiały się sugestie, że obowiązkiem wszystkich wolnych ludzi jest obrona wolności i że świat nie należy do jednego człowieka (co było oczywistym nawiązaniem do podboju Europy przez Hitlera. Sokół morski miał być również celowo pro-brytyjskim filmem propagandowym, mającym na celu budowanie morale podczas II wojny światowej i wpływanie na amerykańską opinię publiczną, aby miała bardziej pro-brytyjskie poglądy. Król Filip II został przedstawiony alegorycznie jako Adolf Hitler
Fragmenty filmu rozgrywające się w Ameryce są utrzymane w odcieniach sepii.  

## Muzyka
Muzykę napisał kompozytor Erich Wolfgang Korngold. Gdy Sokół morski trafił do kin, nie rozważano nagrania komercyjnego. Dopiero w 1962 roku fragment muzyki z filmu został wydany na płycie długogrającej zatytułowanej Music by Erich Wolfgang Korngold. Dziesięć lat później Charles Gerhardt i syn Korngolda, George, umieścili 6:53 minuty ścieżki dźwiękowej z Sokoła morskiego na albumie RCA The Classic Film Scores of Erich Wolfgang Korngold. W 2007 roku wytwórnia muzyczna Naxos wydała całkowicie nowe nagranie z udziałem Moskiewskiej Orkiestry Symfonicznej i Chóru pod dyrekcją Williama T. Stromberga i zrekonstruowane przez Johna W. Morgana.

## Odbiór
Według danych Warner Bros. film ten był najdroższym i najpopularniejszym filmem tej wytwórni w 1940 roku. W Stanach Zjednoczonych zarobił 1,631 mln dolarów, a na innych rynkach 1 047 mln dolarów.  Po premierze w 1940 roku film znajdował się wśród najbardziej dochodowych filmów roku, w kilku stanach m.in. na Florydzie, w Alabamie, Georgii, Karolinie Południowej, Karolinie Północnej i Wirginii był najbardziej dochodowym filmem roku, a w kilku innych jak w Tennessee, Missisipi, Kentucky i Arkansas zajmował drugie miejsce, ustępując jedynie Rebece (1940).

## Nagrody i nominacje
| Nagroda                   | Kategoria                                                    | Nominowani                     | Wynik     | Źródło |
| ------------------------- | ------------------------------------------------------------ | ------------------------------ | --------- | ------ |
| Nagroda Akademii Filmowej | Najlepsza scenografia i dekoracja wnętrz (film czarno-biały) | Anton Grot                     | Nominacja | [ 15 ] |
| Nagroda Akademii Filmowej | Najlepsza ścieżka muzyczna                                   | Erich Wolfgang Korngold        | Nominacja | [ 15 ] |
| Nagroda Akademii Filmowej | Najlepszy dźwięk                                             | Nathan Levinson                | Nominacja | [ 15 ] |
| Nagroda Akademii Filmowej | Najlepsze efekty specjalne                                   | Byron Haskin i Nathan Levinson | Nominacja | [ 15 ] |

## Odniesienia w kulturze popularnej
- W komiksie DC Comics Blades (1992) Jamesa Robinsona i Tima Sale’a superzłoczyńca Cavalier ma w swej kryjówce plakat Sokoła morskiego, na którym błędnie jest oznaczony Basil Rathbone[16].
- The Inferno, okręt Jednookiego Williego z filmu Goonies (1985) był wzorowany na statku Thorpe’a[17]. Także fragment filmu pojawia się telewizji.
- W odcinku animowanego sitcomu Głowa rodziny „Long John Peter” bitwa samochodów jest parodią ataku kaperów, gdzie wykorzystano dokładnie tę samą muzykę[18].
- W serialu komediowym Kawałek Fry’a i Laurie’ego motyw przewodni filmu jest słyszany, gdy Tony z Plymouth toczy bitwę.
- W filmie Armia tetryków (2016) szeregowy Pike mówi, że potrzebują bohaterskiej, ale groźnej pozy, jak u Errola Flynna w Sokole morskim.